# Банк Испании
Банк Испании (исп. Banco de España) — центральный банк Испании. Основан в Мадриде в 1782 году Карлом III, в настоящий момент является членом Европейской системы центральных банков (ЕСЦБ).

## История
Банк был учреждён под названием Banco Nacional de San Carlos, его первым директором был французский банкир Франсиско Кабаррюс.
После серии войн с 1793 года по 1814 год, Банк занял у правительства более 300 млн реалов, в связи с чем правительство Испании испытывало финансовые затруднения. Министр Казначейства Луис Лопес Бальестерос (Luis Lopez Ballesteros) в 1829 году создал фонд в 40 млн реалов для обеспечения обязательств Банка, Банк в тот же год был переименован в Banco Espanol de San Fernando.
В 1850-х годах Банк расширил свою деятельность в городах Аликанте и Валенсия и сменил название на используемое в настоящий момент Банк Испании. Требуя финансовой поддержки Банка в ходе гражданских и колониальных войн, правительство Испании в 1874 году предоставило Банку Испании монополию на выпуск банкнот Испании.
В 1946 году после окончания гражданской войны, правительство генерала Франсиско Франко установило жёсткий государственный контроль над Банком. В 1962 году Банк был формально национализирован. После восстановления демократии в конце 1970-х годах, в Банке была проведена реформа структуры и функций.
В 1994 году после вхождения Испании в Европейский валютный союз, Банк Испании стал членом Европейской системы центральных банков (ЕСЦБ).

## Структура управления
Структура управления:
1. Управляющий Банком (Gobernador), назначается Королём Испании по представлению Председателя правительства Испании;
2. Заместитель Управляющего банком (Subgobernador), назначается правительством по предложению управляющего банком;
3. Управляющий Совет (Consejo de Gobierno), назначается правительством по предложению министра экономики[уточнить][источник не указан 4197 дней];
4. Исполнительная Комиссия (Comisión Ejecutiva).